# Saving Mr. Banks
Saving Mr. Banks är en amerikansk historisk dramafilm från 2013 regisserad av John Lee Hancock. Filmen handlar om när Walt Disney skulle göra filmen Mary Poppins. Emma Thompson spelar P. L. Travers, författaren till Mary Poppins, och Tom Hanks spelar Walt Disney.

## Handling
När Walt Disneys (Hanks) döttrar bad honom göra en film grundad på deras favoritbok, P. L. Travers (Thompson) Mary Poppins, gav han dem ett löfte – som han inte insåg att det skulle ta honom 20 år att infria. I sin jakt på att komma över rättigheterna ställs Disney öga mot öga mot en kompromisslös författare som absolut inte har några som helst planer på att låta sin älskade magiska barnflicka misshandlas av Hollywoodmaskinen. Men när boken slutar sälja och hon får ont om pengar går Travers motvilligt med på att resa till Los Angeles för att lyssna till Disneys filmplaner.

## Rollista
| Emma Thompson       | – P. L. Travers                                |
| Tom Hanks           | – Walt Disney                                  |
| Paul Giamatti       | – Ralph, Travers' chaufför                     |
| Jason Schwartzman   | – Richard "Dick" M. Sherman                    |
| Bradley Whitford    | – Don DaGradi                                  |
| Colin Farrell       | – Travers Goff, Travers' far                   |
| Annie Rose Buckley  | – Helen "Ginty" Goff (P. L. Travers som ung)   |
| Ruth Wilson         | – Margaret Goff, Travers' mor                  |
| B.J. Novak          | – Robert "Bob" B. Sherman                      |
| Rachel Griffiths    | – Tant Ellie, Margaret Goffs syster            |
| Kathy Baker         | – Tommie Wilcks, Disneys exekutive sekreterare |
| Melanie Paxson      | – Dolores "Dolly" Vought, Disneys sekreterare  |
| Andy McPhee         | – Mr. Randolph Belhatchett, Travers Goffs chef |
| Ronan Vibert        | – Diarmuid Russell, Travers' agent             |
| Fuschia Kate Sumner | – Flygvärdinna                                 |
| Victoria Summer     | – Julie Andrews                                |
| Kristopher Kyer     | – Dick Van Dyke                                |
| Dendrie Taylor      | – Lillian Disney                               |
| Kimberly D'Armond   | – Katie Nanna                                  |